# BooBo
BooBo（ブーブ）は、黒豚をモチーフとしたTBSテレビ のマスコットキャラクター。2002年から起用されている。キャラクターデザインは佐野研二郎が手掛けている。

## 概要

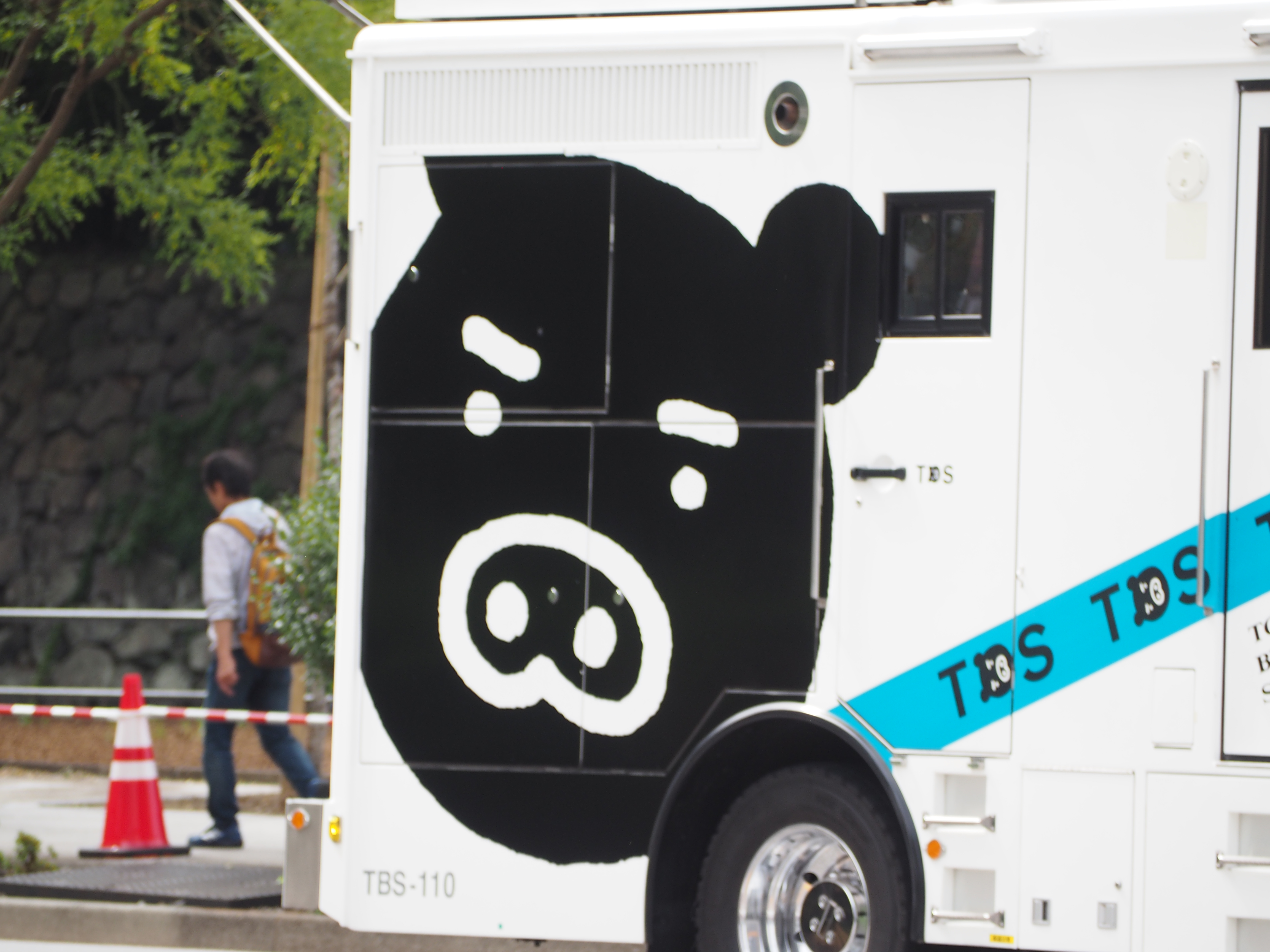
TBSテレビの中継車

日光江戸村のニャンまげや、KDDI（auブランド）のLISMOのグラフィックデザインを手がけた博報堂アートディレクターの佐野研二郎が黒豚をモチーフにしてデザインした。TBSの「B」をキャラクターの顔にして「TブーS!」というサインでお茶の間へアピールしていた。
だが、『世界バリバリ★バリュー』（毎日放送制作）の番組内で佐野が語ったところによると、実はBooBoはブタでなく架空の生き物であるという。
登場しばらくはテレビの中のキャラクターロゴであった。のちにぬいぐるみや文具などのグッズなどが作られ、TBSストアなどのグッズショップで販売されている。また、全国各地でコラボレーションした根付などがお土産店で販売されている。
TBSのキャラクターであることに加えて、TBSグループ各社並びにJNN/TBSネットワークの統一シンボルマークとして「ジ〜ン」がBooBoよりも先に制定されていた事情もあり、TBS以外の放送局への登場はあまりないが、『はなまるマーケット』『全日本実業団女子駅伝』など、積極的に用いている番組もある。
TBSが2011年までオーナー企業を務めていた横浜ベイスターズの主催試合で、ベイスターズのマスコット「ホッシー」たちと共演し、踊ったりもしていた。さらには『TBSラジオ エキサイトベースボール』のマスコットキャラクター「エキベ〜」も彼らと共演していた。
2004年よりフジテレビとの共同制作で放送されている『バレーボール世界最終予選』では、フジテレビのバレーボールマスコットキャラクター「バボちゃん」と共演。2006年バレーボール世界選手権に別バージョンとしてバレブー（ValleyBoo）が、2007年世界陸上大阪大会ではアスリートブー（AthleteBoo）が登場した。青いサッカーユニフォームを着た「サッカーBooBo」もいる。
TBSの公式グッズ（玩具・文具・DVDなど）には、BooBoが描かれた証紙が貼り付けられている。携帯サイト「TBSゲームパーク」にあるゲームにも多数使用されている。
2005年の「TBS平日ワイド大改編」のCMでは、声優をお笑いタレントの劇団ひとりが担当した。
2013年3月末の春のキャンペーンより、ピンク色の肌の女の子「Boona（ブーナ）」が登場した。デザインはBooBo同様、佐野研二郎が担当。
現在はTBS公式サイトのファビコンにも反映される。データ放送の右上のロゴはBがBooBoが横になってBに見えるようなロゴを用いている（2016年現在TBSテレビのロゴはFrom　TBSと3つ併用状態）。
ラジオではTBSハウジングで主に使用されたが、2020年3月の「ジ〜ン」廃止に伴い登場しなくなった。
2024年にTBSグループ全体としては初のコーポレートキャラクターを制定、名称を一般公募し7月12日に「ワクティ」に決まったことが発表されたが、地上波テレビにおいてはBooBo・Boonaと併用する。

## 出演番組
- 「○曜は（番組名）の日 by TブーS」[5] というシリーズのCMで初登場。BooBoが番組にちなんだ行動をするアニメーションだった。BooBoそのもののほか、水戸黄門や筑紫哲也などに扮したBooBoも登場した。
- 2007年12月17日から21日は、『はなまるマーケット』と『イブニング・ファイブ』にゲストで出演し、『イブニング・ファイブ』には森田正光と2ショットで出演した。テロップには「サンタBoo」と表示された。また『チャンネル☆ロック!』では天気予報でVTRで登場している。
- 『うたばん』（2008年10月23日）のオープニングトークで通常はとんねるず・石橋貴明がいる席にBooBoのぬいぐるみがあった（この日はゲストが石橋が所属する矢島美容室だったため）。また2009年3月12日放送でも同じ理由で置いてあった。
- 2009年から『王様のブランチ』のエンディングに出演していた。「最後のおさらい」の後に登場していた。
- 2009年10月から『ウンナン極限ネタバトル! ザ・イロモネア 笑わせたら100万円』のオープニングに登場していた。
- 2009年11月から2010年3月に放送されていた『サンデージャポン』終了直後のインフォマーシャル『BooBo Enterprise』に登場していた。
- 2011年7月24日の地上アナログ放送終了時、アナログ停波前の23時59分ごろ、特別クロージングとしてBooBoが登場した。通常のTBSのクロージング映像が流された後、ブラックバックに現れたBooBoが「アナログ放送は終了します」「ありがとうございました」とアナログ放送終了のメッセージを吹き出しで表示し一礼して正面を向き直るとそのまま徐々にブラックアウト、24時00分00秒にアナログ放送は停波して、地上デジタル放送に完全移行した。
- 2011年の『世界陸上韓国テグ』とのコラボで、ロッテのチューインガム「Fit's」のCMに「アスリートブー」として出演。世界陸上リポーターの安藤あや菜と共演した。
- 2012年4月に始まった『クイズ!イチガン』のコーナー「正解さがしマスパレード!」では、解答の選択肢として「黒のBooBo」とBooBoをモチーフにした「緑のチューチュ」「ピンクのピョンピョ」「オレンジのガオーガ」「青のパオーパ」「黄色のキリン」が登場する。
- 『ひみつの嵐ちゃん!』2012年12月13日放送分のコーナー「嵐シェアハウス」（ゲスト：木村カエラ）にBooBoのぬいぐるみが登場した[6]。
- 2019年4月からは、平日夕方の報道・情報番組『Nスタ』にBoonaが登場するようになった（重大ニュース時など登場しない場合もある）。当初は16時台の天気コーナーのみの登場だったが、その後15:49のオープニングにも森田・TBSアナウンサーの国山ハセン（2019年10月以降は小林廣輝）[7] と登場するようになった（2021年3月で終了[8]）。さらに、2019年末ごろからは17時台の芸能・スポーツニュースコーナー（2021年5月まで）や天気コーナー「イノ天」→「井上・森田or國本の天気」にも登場しており、芸能・スポーツニュースコーナーではそのニュースに因んだダンスやバッティングなどを披露していた。
- 2021年4月からは『CDTVライブ!ライブ!』にBoonaが登場するようになり、前述の『Nスタ』でも時折披露していたダンスをここでも披露している。